# Rui Neta
Rui Filipe Santos Neta (sinh ngày 21 tháng 2 năm 1997 ở Póvoa de Varzim) là một cầu thủ bóng đá người Bồ Đào Nha thi đấu cho Salgueiros theo dạng cho mượn từ Varzim ở vị trí tiền vệ.

## Sự nghiệp câu lạc bộ
Vào ngày 6 tháng 8 năm 2016, Neta có màn ra mắt cho Varzim trong trận đấu tại LigaPro 2016–17 trước Gil Vicente.